# Hear It Is
Hear It Is è il primo album discografico del gruppo statunitense Flaming Lips, pubblicato nel 1986 dalla Restless Records.

## Descrizione
Il disco venne registrato in tre giorni a Los Angeles, dopo che il gruppo firmò un contratto con la Restless Records che diede loro un budget di 5.000 dollari per realizzare il disco.
Vede il debutto alla voce di Wayne Coyne, dopo l'abbandono del gruppo da parte del fratello Mark, che aveva curato le parti vocali dell'EP di debutto The Flaming Lips. Il disco è incluso nella raccolta del 2002 Finally the Punk Rockers Are Taking Acid, come tracce 6-15 (esclusa Summertime Blues). Il retro copertina riproduce da vicino l'occhio del batterista Richard English.
Tra i pezzi, la iniziale With You viene definita come "una delle più semplici e potenti canzoni che i Lips hanno scritto", mentre Godzilla Flick parla dell'impossibilità di ritornare in vita dopo la morte, il tutto riferito ai pensieri di Wayne Coyne nei confronti del fratello che rischiò di morire per overdose.

## Tracce
1. With You - 3:39
2. Unplugged - 2:14
3. Trains, Brains and Rain - 3:39
4. Jesus Shootin' Heroin - 7:21
5. Just Like Before - 3:22
6. She is Death - 4:04
7. Charlie Manson Blues - 4:22
8. Man from Pakistan - 3:59
9. Godzilla Flick - 4:05
10. Staring at Sound / With you (reprise) - 5:08
11. Summertime Blues - 2:29 (bonus track della ristampa in vinile del 2005)

## Formazione
- Wayne Coyne - chitarra e voce
- Michael Ivins - basso
- Richard English - batteria